# Daniel Daniélis
Daniel Daniélis (Visé, 1º maggio 1635 (battezzato) – Vannes, 17 settembre 1696) è stato un compositore belga.
Fu maestro di cappella e compositore barocco alla corte del principe-vescovo di Liegi.

## Biografia
Daniel Daniélis fu dall'11 dicembre 1657 organista della cattedrale di Liegi. Il 20 giugno 1658 ebbe il posto di cantore e dal 1662 divenne maestro di cappella a servizio del duca Gustavo Adolfo di Meclemburgo-Güstrow, mantenendo quest'incarico per vent'anni. In seguito si trasferì in Francia. La sua domanda per il posto di maestro di cappella alla Chapelle Royale di Versailles, fu respinta. Dal gennaio del 1684 fino alla morte fu maestro di cappella della cattedrale di Vannes.

## Opere
Compose dapprima nello stile italiano in voga all'epoca, che si diffuse nell'Europa centrale. Delle sue varie composizioni rimangono solo 72 mottetti da una a quattro voci, tutte le altre composizioni (fra cui le Messe e le due opere teatrali) sono andate perdute. Si ritiene che i mottetti superstiti, composti in stile italiano e francese, risentano dell'influsso di André Campra e di François Couperin.